# Zacarías Gómez Urquiza
Zacarías Gómez Urquiza, né à Mexico le 5 novembre 1905 et mort le 10 septembre 1982, est un acteur, réalisateur et scénariste de cinéma mexicain.

## Filmographie

### Comme réalisateur
| - 1950 : Cuide a su marido - 1951 : El Grito de la carne - 1951 : El Tigre enmascarado - 1951 : Flor de sangre - 1951 : Nosotras las sirvientas - 1952 : Aquellos ojos verdes - 1952 : El Derecho de nacer - 1953 : El Mensaje de la muerte - 1953 : El Misterio del carro express - 1953 : El Plebeyo - 1953 : Misericordia - 1953 : Sueños de gloria - 1954 : Me perderé contigo - 1955 : El Monstruo en la sombra - 1955 : El Pecado de ser mujer - 1955 : El Plagiario - 1955 : Kid Tabaco - 1955 : Yo fui novio de Rosita Alvírez - 1957 : Legítima defensa - 1958 : Un Vago sin oficio - 1959 : Las Aventuras de Carlos Lacroix - 1959 : Quietos todos - 1960 : El Correo del norte - 1960 : El Misterio de la cobra (Carlos Lacroix en la India) | - 1960 : Siguiendo pistas - 1961 : En busca de la muerte - 1961 : La Máscara de la muerte - 1962 : Contra viento y marea - 1962 : El Zorro Vengador - 1962 : La Noche de jueves - 1962 : La Trampa mortal - 1962 : La Venganza de la sombra - 1963 : El Terror de la frontera - 1963 : Tesoro de mentiras - 1964 : El Halcón solitario - 1964 : Un Gallo con espolones (Operación ñongos) - 1965 : Cargando con el muerto - 1965 : El Rescate - 1965 : El Último cartucho - 1965 : Mi ley es un revólver - 1966 : El Comandante Furia - 1966 : El Hijo del diablo - 1966 : Falsificadores asesinos - 1968 : Un Ángel de la calle - 1971 : Bajo el ardiente sol - 1971 : El Tesoro de Morgan - 1973 : Cumbia - 1974 : Viento salvaje - 1975 : forza milan |

### Comme assistant-réalisateur
- 1944 : Diario de una mujer de José Benavides hijo
- 1946 : El puente del castigo de Miguel M. Delgado
- 1946 : Enamorada d'Emilio Fernández
- 1947 : Dieu est mort de John Ford
- 1949 : Rincón brujo d'Alberto Gout
- 1949 : Rondalla de Víctor Urruchúa
- 1949 : Una Familia de tantas d'Alejandro Galindo

### Comme scénariste
- 1951 : Flor de sangre
- 1952 : El derecho de nacer
- 1953 : El mensaje de la muerte
- 1953 : El misterio del carro express
- 1953 : Misericordia (es) d'Alberto Mariscal
- 1953 : Sueños de gloria
- 1955 : El pecado de ser mujer
- 1955 : El plagiario
- 1955 : Kid Tabaco
- 1956 : Felicidad d'Alfonso Corona Blake
- 1957 : Legítima defensa
- 1959 : Las aventuras de Carlos Lacroix
- 1960 : El misterio de la cobra (Carlos Lacroix en la India)
- 1960 : Siguiendo pistas
- 1961 : En busca de la muerte
- 1962 : La noche de jueves
- 1963 : Tesoro de mentiras
- 1964 : El halcón solitario
- 1965 : El último cartucho
- 1965 : Mi ley es un revólver
- 1971 : Bajo el ardiente sol
- 1971 : El tesoro de Morgan
- 1973 : Cumbia

### Comme acteur
- 1978 : Los Pequeños privilegios de Julián Pastor
- 1978 : Xoxontla d'Alberto Mariscal